# کریگ کیسوتر
| نام و نام خانوادگی | کریگ کیسوتر                                                        |       |        |        |
| بدنیا آمدن | ۲۸ نوامبر ۱۹۸۷ (۳۴ ساله) ژوهانسبورگ، استان ترانسوال، آفریقای جنوبی |       |        |        |
| کنیه | هابنوب                                                             |       |        |        |
| ضربه زدن | راست دست                                                           |       |        |        |
| بولینگ | استراحت دست راست                                                   |       |        |        |
| نقش | دروازه‌بان ویکت                                                     |       |        |        |
| اطلاعات بین‌المللی |                                                                    |       |        |        |
| تیم ملی | انگلستان                                                           |       |        |        |
| اولین ODI (فصل ۲۱۴) | ۲۸ فوریه ۲۰۱۰ - بنگلادش                                            |       |        |        |
| آخرین ODI | ۱۹ ژانویه ۲۰۱۳ در هند                                              |       |        |        |
| اولین T20I (کلاه ۴۹) | ۵ می ۲۰۱۰ مقابل هند غربی                                           |       |        |        |
| آخرین T20I | ۲۹ سپتامبر ۲۰۱۲ - نیوزلند                                          |       |        |        |
| اطلاعات تیم داخلی |                                                                    |       |        |        |
| سال‌ها | تیم                                                                |       |        |        |
| ۲۰۰۷–۲۰۱۵ | سامرست (جوخه شماره ۲۲)                                             |       |        |        |
| ۲۰۱۳/۱۴ | بریزبن هیت (ترکیب شماره ۲۲)                                        |       |        |        |
| ۲۰۱۴ | جنگجویان                                                           |       |        |        |
| آمار شغلی |                                                                    |       |        |        |
| \| رقابت \| ODI \| T20I \| اف سی \| THE \| \| ----------------- \| ----- \| ----- \| ------ \| ------ \| \| مسابقات \| ۴۶ \| ۲۵ \| ۱۱۵ \| ۱۳۴ \| \| ران‌ها به ثمر رسید \| ۱٬۰۵۴ \| ۵۲۶ \| ۵٬۷۲۸ \| ۴٬۲۵۴ \| \| میانگین ضربه زدن \| ۳۰٫۱۱ \| ۲۱٫۹۱ \| ۳۹٫۲۳ \| ۳۹٫۳۸ \| \| 100s/50s \| ۱/۵ \| ۰/۳ \| ۱۱/۳۱ \| ۱۱/۱۷ \| \| بالاترین امتیاز \| ۱۰۷ \| ۶۳ \| ۱۶۴ \| ۱۴۳ \| \| توپ‌های کاسه ای \| – \| – \| ۵۴ \| ۱۲ \| \| ویکت‌ها \| – \| – \| ۲ \| ۱ \| \| میانگین بولینگ \| – \| – \| ۱۴٫۵۰ \| ۱۹٫۰۰ \| \| ۵ ویکت در اینینگ \| – \| – \| ۰ \| ۰ \| \| ۱۰ ویکت در مسابقه \| – \| – \| ۰ \| ۰ \| \| بهترین بولینگ \| – \| – \| ۲/۳ \| ۱/۱۹ \| \| صید / کنده شدن \| ۵۳/۱۲ \| ۱۷/۳ \| ۳۳۱/۱۲ \| ۱۳۶/۲۶ \| |                                                                    |       |        |        |
| رقابت | ODI                                                                | T20I  | اف سی  | THE    |
| مسابقات | ۴۶                                                                 | ۲۵    | ۱۱۵    | ۱۳۴    |
| ران‌ها به ثمر رسید | ۱٬۰۵۴                                                              | ۵۲۶   | ۵٬۷۲۸  | ۴٬۲۵۴  |
| میانگین ضربه زدن | ۳۰٫۱۱                                                              | ۲۱٫۹۱ | ۳۹٫۲۳  | ۳۹٫۳۸  |
| 100s/50s | ۱/۵                                                                | ۰/۳   | ۱۱/۳۱  | ۱۱/۱۷  |
| بالاترین امتیاز | ۱۰۷                                                                | ۶۳    | ۱۶۴    | ۱۴۳    |
| توپ‌های کاسه ای | –                                                                  | –     | ۵۴     | ۱۲     |
| ویکت‌ها | –                                                                  | –     | ۲      | ۱      |
| میانگین بولینگ | –                                                                  | –     | ۱۴٫۵۰  | ۱۹٫۰۰  |
| ۵ ویکت در اینینگ | –                                                                  | –     | ۰      | ۰      |
| ۱۰ ویکت در مسابقه | –                                                                  | –     | ۰      | ۰      |
| بهترین بولینگ | –                                                                  | –     | ۲/۳    | ۱/۱۹   |
| صید / کنده شدن | ۵۳/۱۲                                                              | ۱۷/۳  | ۳۳۱/۱۲ | ۱۳۶/۲۶ |

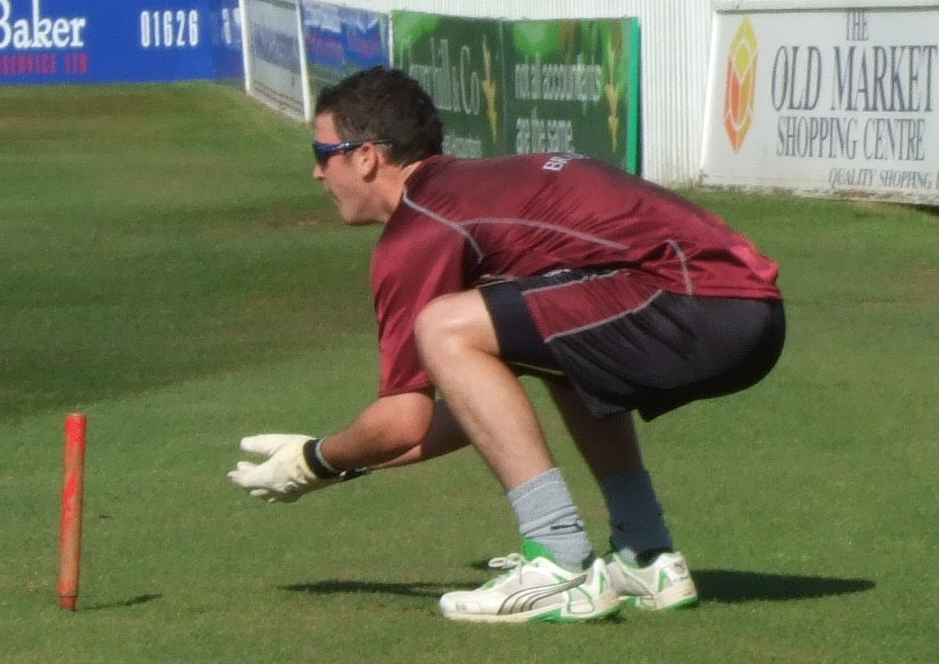
کریگ کیسوتر

کریگ کیسوتر (متولد ۲۸ نوامبر ۱۹۸۷، ژوهانسبورگ) یک گلف باز حرفه ای و بازیکن سابق کریکت است. کریگ در ۷۱ مسابقه برای تیم کریکت انگلستان بین سال‌های ۲۰۱۰ تا ۲۰۱۳ بازی کرد. وی در آفریقای جنوبی متولد و برای تکمیل تحصیلات خود به انگلستان مهاجرت کرد. در سال ۲۰۰۷ اولین بار برای تیم کریکت سامرست بازی کرد. سه سال بعد، او اولین بازی بین‌المللی خود را مقابل تیم ملی کریکت بنگلادش انجام داد.

## اوایل زندگی حرفه ای
پدر کیسوتر یک آفریقایی به نام وین و مادرش یک اسکاتلندی به نام بلیندا بود. کریگ برای تیم‌های نوجوانان محلی بین سنین ۱۳ تا ۱۸ سال کریکت بازی کرد. دوران حرفه ای او با حضور در تیم دوم سامرست در می ۲۰۰۶ شروع شد. اولین حضور کریگ در میادین حرفه ای مربوط به مسابقه‌ای بود که در اواسط آن سام اسپروی مصدوم و او به عنوان دروازه‌بان ذخیره به میدان رفت. بازی او آنقدر خوب بود که تیم سامرست نام اسپروی را در لیست مازاد در شروع فصل ۲۰۰۷ قرار داد و کیسوتر و کارل گاززارد به عنوان دو دروازه‌بان اصلی این تیم معرفی شدند.

## بازی‌های بین‌المللی
پس از بازی‌های خوب کیسوتر برای تیم سامرست، او به اردوی تیم ملی کریکت انگلیس برای هشت هفته تمرین زمستانی در لافبورو و پرتوریا دعوت شد. بعد از آن گریم اسمیت کاپیتان تیم ملی کریکت آفریقای جنوبی درخواست کرد که کیسوتر برای آفریقای جنوبی بازی کند اما کیسوتر مجدداً برای بازی در تیم ملی انگلیس ابراز تمایل نشان داد. در نهایت در سال ۲۰۱۰ او با توجه به داشتن پاسپورت بریتانیایی، از طریق مادر اسکاتلندی خود و همچنین اقامتش در انگلیس، واجد شرایط بازی برای تیم ملی انگلیس شد. در ژانویه ۲۰۱۰ او به عنوان بخشی از تیم انگلستان برای تور امارات متحده عربی برای بازی برابر پاکستان A انتخاب شد. در سال ۲۰۱۲ کریگ کیسوتر جایگاه خود را در تیم انگلستان پس از یک مسابقه با نیوزلند از دست داد.

## بازنشستگی از کریکت
در ۱۲ ژوئیه ۲۰۱۴، کیسوتر در حالی که برای سامرست در مقابل نورث همپتون شایر در مسابقه قهرمانی کانتی در حال ضربه زدن بود، دچار شکستگی بینی و شکستگی استخوان گونه شد. او تحت عمل جراحی صورت قرار گرفت ولی این مصدومیت باعث شده بود او از دوبینی رنج ببرد.
در ۱۰ دسامبر ۲۰۱۴ با وجود اینکه کیسوتر در ترکیب ۳۰ نفره انگلیس برای جام جهانی کریکت ۲۰۱۵ معرفی شده بود، طی یک مصاحبه عنوان کرد که هنوز از مشکلات بینایی رنج می‌برد. او اعلام کرد که در فصل ۲۰۱۵ بازی نخواهد کرد و به دنبال درمان خواهد بود. ژوئن سال بعد، او بازنشستگی خود را از کریکت حرفه‌ای اعلام کرد.

## حرفه گلف
پس از بازنشستگی کیسوتر از کریکت، پدرش به او پیشنهاد کرد که استراحت کند و کمی گلف بازی کند. بعد از مدتی دیوید لیدبتر به او پیشنهاد کرد که یک گلف باز حرفه ای شود. بعد از آن کیسوتر شروع به ورود به مسابقات آماتور کرد. او پس از عملکرد خوب در آن رویدادها، خود را هدف حرفه ای شدن و بازی منظم در تور اروپا نزدیک کرد تا اینکه در اواخر سال ۲۰۱۶ او در چند تورنمنت و تور گلف MENA شرکت کرد. در اوایل سال ۲۰۱۷ کیسوتر حرفه ای شد و در ماه مارس در مدرسه مقدماتی MENA Golf Tour در مراکش بازی کرد.